# تومیساتو، چیبا
تومیساتو، چیبا از شهرهای Chiba Prefecture Japan است که جمعیت آن در January 1 ۲۰۰۸۵۱٬۵۹۰نفر بوده‌است.